# Смирновка (Нижнеомский район)
Смирновка — село в Нижнеомском районе Омской области. Административный центр Смирновского сельского поселения.

## История
Основано в 1926 г. В 1928 г. выселок Смирновка состоял из 43 хозяйств, основное население — русские. В составе Камышинского сельсовета Еланского района Омского округа Сибирского края.

## Население
| 2010 |
| ---- |
| 649  |